# Micralarctia edlingeri
Micralarctia edlingeri là một loài bướm đêm thuộc phân họ Arctiinae, họ Erebidae.